# Орце Николов
Вижте пояснителната страница за други личности с името Йордан Николов.
Йордан Николов, наречен Орце, е македонски работнически активист, комунистически партизанин и народен герой на Югославия.

## Биография
Роден е на 7 януари 1916 г. в Скопие, освободен от българската армия по време на Първата световна война. Участва във формирането на първите работнически синдикати във Вардарска Македония. Води първите работнически протести, с които постигат да се подписват колективни договори с работодателите. През 1939 година с пристигането на Светозар Вукманович Йордан Николов е назначен за секретар на комитета на ЮКП в Скопие и е избран за член на Покрайненския комитет във Вардарска Македония.
През август 1940 година организира илинденска демонстрация, заради която е осъден и затворен за 2 години във Велика Кикинда и Сремска Митровица. Докато е в затвора, Орце е избран за кандидат-член на Централния комитет на ЮКП. На 22 август 1941 година с други затворници бяга от затвора в Ужичката република, където са съсредоточени силите на югославските партизани по време на Втората световна война. Там получава задача да организира въоръжено въстание, като след 2 неуспешни опита е убит на 4 януари 1942 година в бой с българските войски в планината Кукавица.